# Matías Soto Torres
Matías Alejandro Soto Torres (Trevelin, Provincia del Chubut, Argentina; 11 de enero de 1989) es un futbolista argentino. Juega como mediocampista ofensivo o enganche, aunque también puede desempeñarse como delantero, y su primer equipo fue la C.A.I. de Comodoro Rivadavia. Actualmente milita en San Francisco del Torneo Regional Amateur.

## Trayectoria
Surgido del club Belgrano de Esquel, y con paso por las inferiores de River Plate y San Lorenzo, Matías Soto Torres se instaló en Comodoro Rivadavia y debutó con la camiseta de la C.A.I. en el año 2008. A fuerza de buen fútbol y goles, se fue transformando en un jugador indiscutido y en un referente a pesar de su corta edad. El nivel mostrado por el esquelense hizo que Unión de Santa Fe se fijara en él y comprara su pase. Dejó el club chubutense tras 4 temporadas, en las que jugó 75 partidos y convirtió 11 goles.
Llegó al club santafesino a principios de 2011 y formó parte del plantel que consiguió el ascenso a Primera División. Si bien no logró ganarse la titularidad, era un relevo permanente en el equipo que comandaba Frank Darío Kudelka. Un detalle particular es que el primer gol que convirtió con la camiseta tatengue fue justamente ante su ex club, en la victoria 2 a 1 que casi selló el ascenso.
Para la temporada 2011/2012 le fue asignado el dorsal 21, pero lo cierto es que jugó la mayoría del torneo en Reserva y apenas disputó 6 partidos en Primera. En la temporada siguiente, la llegada de Andrés Franzoia proveniente de Olimpo de Bahía Blanca determinó su salida a préstamo al Aurinegro. Allí consiguió nuevamente el ascenso a Primera División y logró la continuidad que no había tenido en Santa Fe.
Tras esa temporada en el equipo bahiense, volvió a Unión pero las lesiones le jugaron una mala pasada y solo pudo disputar 3 partidos en 6 meses. La llegada de Leonardo Madelón a la dirección técnica le abrió nuevamente la puerta de salida y fue cedido a préstamo, esta vez a Aldosivi de Mar del Plata.

## Estadísticas
| Club                         | Div.                | Temporada           | Liga  | Liga  | Copa Nac. | Copa Nac. | Copa Int. | Copa Int. | Total | Total |
| Club                         | Div.                | Temporada           | Part. | Goles | Part.     | Goles     | Part.     | Goles     | Part. | Goles |
| ---------------------------- | ------------------- | ------------------- | ----- | ----- | --------- | --------- | --------- | --------- | ----- | ----- |
| C.A.I. Argentina             | 2.ª                 | 2007/08             | 1     | 0     | —         | —         | —         | —         | 1     | 0     |
| C.A.I. Argentina             | 2.ª                 | 2008/09             | 35    | 6     | —         | —         | —         | —         | 35    | 6     |
| C.A.I. Argentina             | 2.ª                 | 2009/10             | 27    | 1     | —         | —         | —         | —         | 27    | 1     |
| C.A.I. Argentina             | 2.ª                 | 2010/11             | 12    | 4     | —         | —         | —         | —         | 12    | 4     |
| C.A.I. Argentina             | Total               | Total               | 75    | 11    | 0         | 0         | 0         | 0         | 75    | 11    |
| Unión Argentina              | 2.ª                 | 2010/11             | 15    | 1     | —         | —         | —         | —         | 15    | 1     |
| Unión Argentina              | 1.ª                 | 2011/12             | 6     | 0     | 1         | 0         | —         | —         | 7     | 0     |
| Unión Argentina              | 2.ª                 | 2013/14             | 3     | 0     | —         | —         | —         | —         | 3     | 0     |
| Unión Argentina              | 2.ª                 | 2014                | 1     | 0     | —         | —         | —         | —         | 1     | 0     |
| Unión Argentina              | Total               | Total               | 25    | 1     | 1         | 0         | 0         | 0         | 26    | 1     |
| Olimpo Argentina             | 2.ª                 | 2012/13             | 25    | 2     | 2         | 0         | —         | —         | 27    | 2     |
| Olimpo Argentina             | Total               | Total               | 25    | 2     | 2         | 0         | 0         | 0         | 27    | 2     |
| Aldosivi Argentina           | 2.ª                 | 2013/14             | 10    | 1     | 1         | 0         | —         | —         | 11    | 1     |
| Aldosivi Argentina           | Total               | Total               | 10    | 1     | 1         | 0         | 0         | 0         | 11    | 1     |
| Chacarita Argentina          | 2.ª                 | 2015                | 10    | 0     | 1         | 1         | —         | —         | 11    | 1     |
| Chacarita Argentina          | Total               | Total               | 10    | 0     | 1         | 1         | 0         | 0         | 11    | 1     |
| Atlanta Argentina            | 3.ª                 | 2015                | 11    | 0     | 0         | 0         | —         | —         | 11    | 0     |
| Atlanta Argentina            | Total               | Total               | 11    | 0     | 0         | 0         | 0         | 0         | 11    | 0     |
| Deportivo Madryn Argentina   | 3.ª                 | 2016                | 7     | 0     | 2         | 0         | —         | —         | 9     | 0     |
| Deportivo Madryn Argentina   | 3.ª                 | 2016/17             | 23    | 1     | 1         | 0         | —         | —         | 24    | 1     |
| Deportivo Madryn Argentina   | Total               | Total               | 30    | 1     | 3         | 0         | 0         | 0         | 33    | 1     |
| Liniers (BB) Argentina       | 4.ª                 | 2019                | ?     | 1     | —         | —         | —         | —         | ?     | 1     |
| Liniers (BB) Argentina       | 4.ª                 | 2020                | ?     | 0     | —         | —         | —         | —         | ?     | 0     |
| Liniers (BB) Argentina       | 4.ª                 | 2020/21             | 6     | 1     | —         | —         | —         | —         | 6     | 1     |
| Liniers (BB) Argentina       | 4.ª                 | 2021/22             | 8     | 1     | —         | —         | —         | —         | 8     | 1     |
| Liniers (BB) Argentina       | 3.ª                 | 2022                | 8     | 0     | —         | —         | —         | —         | 8     | 0     |
| Liniers (BB) Argentina       | Total               | Total               | 35    | 3     | 0         | 0         | 0         | 0         | 35    | 3     |
| San Francisco (BB) Argentina | 4.ª                 | 2023/24             | 9     | 3     | 0         | 0         | —         | —         | 9     | 3     |
| San Francisco (BB) Argentina | Total               | Total               | 9     | 3     | 0         | 0         | 0         | 0         | 9     | 3     |
| Total en su carrera          | Total en su carrera | Total en su carrera | 230   | 22    | 8         | 1         | 0         | 0         | 238   | 23    |

## Palmarés
| Título                     | Club                    | País      | Año  |
| -------------------------- | ----------------------- | --------- | ---- |
| Ascenso a Primera División | Unión de Santa Fe       | Argentina | 2011 |
| Ascenso a Primera División | Olimpo de Bahía Blanca  | Argentina | 2013 |
| Ascenso a Primera División | Unión de Santa Fe       | Argentina | 2014 |
| Ascenso al Federal A       | Liniers de Bahía Blanca | Argentina | 2022 |